# W64 (核彈頭)
W64核彈頭是洛斯阿拉莫斯國家實驗室進入它和勞倫斯利佛摩國家實驗室之間的簡短競爭的彈頭，為美國陸軍MGM-52長矛地對地戰術導彈設計的中子彈彈頭。1964年7月，洛斯阿拉莫斯國家實驗室和勞倫斯利佛摩國家實驗室都開始供MGM-52導彈使用的彈頭的研發競爭。洛斯阿拉莫斯國家實驗室的設計，W64在1964年9月被取消，取而代之的是勞倫斯利佛摩國家實驗室的W63。1966年11月，W63被取消，取而代之的是W70，W70是最終進入生產的型號。